# Ахмет Фетахагић
Ахмет Фетахагић (Завидовићи, 14. мај 1913 — Изачић, код Бихаћа, 25. децембра 1944) био је учесник Шпанског грађанског рата и Народноослободилачке борбе и народни херој Југославије.

## Биографија
Рођен је 14. маја 1913. године у Завидовићима. Потиче из радничке породице, његов отац Рамадан био је железничар. После завршене основне школе, похађао је гимназију у Сарајеву. Још као средњошколац, приступио је омладинском револуционарном покрету.
Техничке науке студирао је у Прагу. За време студија био је активан у студентском револуционарном покрету и 1937. примљен је у чланство Комунистичке партије Југославије (КПЈ). Исте године, у групи југословенских студената из Прага, отишао је у Шпанију и тамо у редовима Интернационалних бригада учествовао у одбрани шпанске републике.
На фронтовима Шпаније је био четири пута рањаван, а због храбрости другови су га прозвали — Челик. У Шпанији је завршио војни курс и постао командир вода, а потом је добио чин поручника. Био је почасни члан Федерације студената Шпаније.
После пораза републиканских снага у Шпанском грађанском рату, фебруара 1939. године, Ахмет се из Шпаније, с највећим делом добровољаца Југословена, повукао у Француску и тамо био интерниран у концентрациони логор, у којем је остао до окупације Француске. По одлуци Партије, као и већина Југословена, јавио за добровољан рад у Немачкој, како би одатле партијским каналима дошао у Југославију.
У лето 1941. године, Ахмет је успео да дође у, тада већ окупирану Југославију и одмах се укључио у рад партијске организације у припремању оружаног устанка. Током 1941, и до априла 1942. био је илегални партијски радник у Сарајеву, а затим је био упућен у партизански одред „Звијезда“ у источној Босни. Маја 1943. отишао је у Травнички партизански одред, а у лето 1943. постављен је за начелника Штаба Девете крајишке ударне бригаде.
Почетком маја 1944. постављен је за начелника Штаба Двадесете далматинске дивизије, а у јесен 1944. за заменика команданта Унске оперативне групе Четвртог хрватског корпуса, са задатком да ради на учвршћењу јединица ове групе у Цазинској крајини. Погинуо је у борбама с Немцима и усташама код села Изачића, у близини Бихаћа, 25. децембра 1944. године.
Указом Председништва Антифашистичког већа народног ослобођења Југославије (АВНОЈ) 26. јула 1945. постхумно је одликован Орденом заслуга за народ другог реда. Указом Президијума Народне скупштине ФНР Југославије 10. септембра 1948. проглашен је за народног хероја.
Сахрањен је у Гробници народних хероја у спомен-парку Враца, на Требевићу, код Сарајева.